# 金井山
金井山（：／ Geumjeongsan */?）是位于韩国釜山市的一座山峰，为釜山居民的休闲郊游之地。金井山主峰姑堂峰高度为801.5米，有缆车和巴士直达山顶。金井山山顶有韩国215号史迹韩国最大的山城金井山城，东北部建有梵鱼寺。

## 金井
金井（：／ Geumsaem */?）位于姑堂峰东部约500米的悬崖边上，是个上部凹陷的天然巨大花岗岩巨石。
传说有条金鱼（梵鱼）（Geumeo, 금어）从梵天 乘着五彩云来到了金井中。金井的水从不干枯，井水也永远是金色的。金井山也因此得名。梵鱼寺也因这个传说而来。
釜山金井区的标志就是这个传说中的金鱼。